# NGC 3903
NGC 3903 (również PGC 36906) – galaktyka spiralna z poprzeczką (SBc), znajdująca się w gwiazdozbiorze Centaura. Odkrył ją John Herschel 21 kwietnia 1835 roku.
W galaktyce tej zaobserwowano supernową SN 2010dv.